# Xapuri
Xapuri, amtlich portugiesisch Município de Xapuri, ist eine Kleinstadt mit großem Gemeindegebiet im Bundesstaat Acre im Nordwesten von Brasilien. Der Kautschukzapfer und Gewerkschaftsführer Chico Mendes stammte aus dieser Stadt.

## Allgemeines
Die Stadt hat nach der Volkszählung 2022 18.243 Einwohner, die Xapurienser genannt werden. Sie steht nach der Bevölkerungszahl an neunter Stelle der 22 Städte in Acre. Die Bevölkerungsdichte beträgt bei gerundeten 5347,4 km² drei Einwohner pro km². 2024 wurde die Bevölkerung auf 19.090 Einwohner geschätzt.
Gegründet wurde die Stadt am 22. März 1904, nachdem Acre laut Vertrag von Petrópolis  von Bolivien an Brasilien abgetreten worden war, als Vila de Xapuri und erhielt am 23. Oktober 1912 die Stadtrechte als Munizip. Der Osten der Gemeinde bildet eine Grenze zu Bolivien. In Xapuri fließt der linke Nebenfluss Rio Xapuri in den wichtigen Wasserverkehrsweg Rio Acre. Die Straßenverkehrsanbindung erfolgt über die Landesstraße AC-485. 1990 wurde auf dem Gemeindegebiet im Amazonas-Regenwald das bundesstaatliche Nutzreservat Reserva Extrativista Chico Mendes errichtet, das in Acre rund 9705 km² einnimmt.

## Nachbargemeinden
Xapuri grenzt an folgende Gemeinden:
- Epitaciolândia
- Brasiléia
- Sena Madureira
- Rio Branco
- Capixaba

## Sehenswürdigkeiten

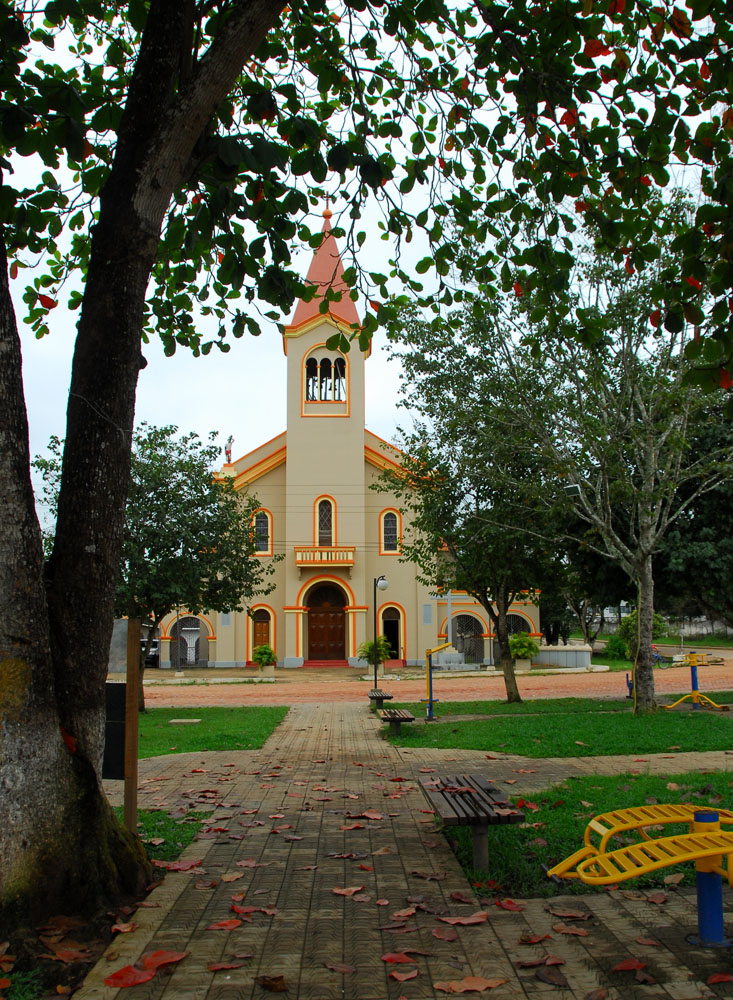
Igreja de São Sebastião
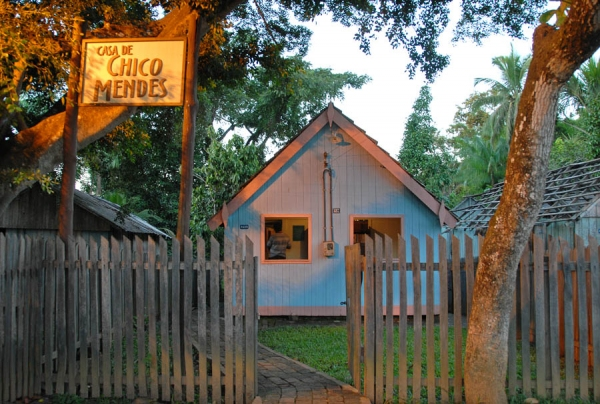
Haus des ermordeten Gewerkschaftsführers Chico Mendes